# Список аэропортов Бутана

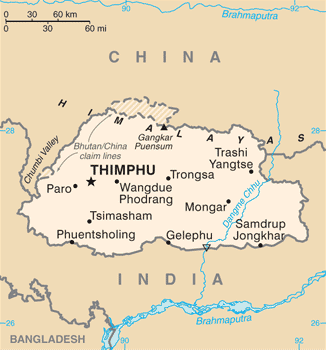
Карта Бутана

В Бутане имеется Международный аэропорт Паро, совершающий регулярные рейсы в соседние страны.
Пущены в эксплуатацию малые аэропорты — аэропорт Йонгпхулла, Бартхпалатханг и аэропорта Гелепху.
Планируется также создание нескольких малых аэропортов: Барцам в дзонгхаге Трашиганг, Гьеца в Бумтанге, и Тоорса у Пхунчолинга.

## Аэропорты
| Город     | ICAO                | IATA | Название аэропорта      | Координаты                       | Взлётно-посадочная полоса | Высота  |
| --------- | ------------------- | ---- | ----------------------- | -------------------------------- | ------------------------- | ------- |
| Паро      | VQPR                | PBH  | аэропорт Паро           | 27°24′32″ с. ш. 089°25′14″ в. д. | 15/33: 2265×29 м, асфальт | 2 244 м |
| Трашиганг | VQTY                | YON  | аэропорт Йонгпхулла     | 27°15′23″ с. ш. 091°30′52″ в. д. | 12/30: 1266×37 м, асфальт | 2 743 м |
| Джакар    | VQBT                | BMT  | аэропорт Бартхпалатханг | 27°33′57″ с. ш. 090°43′55″ в. д. | 14/32: 1200×29 м, асфальт | 2 473 м |
| Гелепху   | c октября 2012 года | GLU  | аэропорт Гелепху        | 26°53′35″ с. ш. 90°29′00″ в. д.  | 11/29: 1500×45 м, асфальт | 300 м   |